# Ii Naomasa

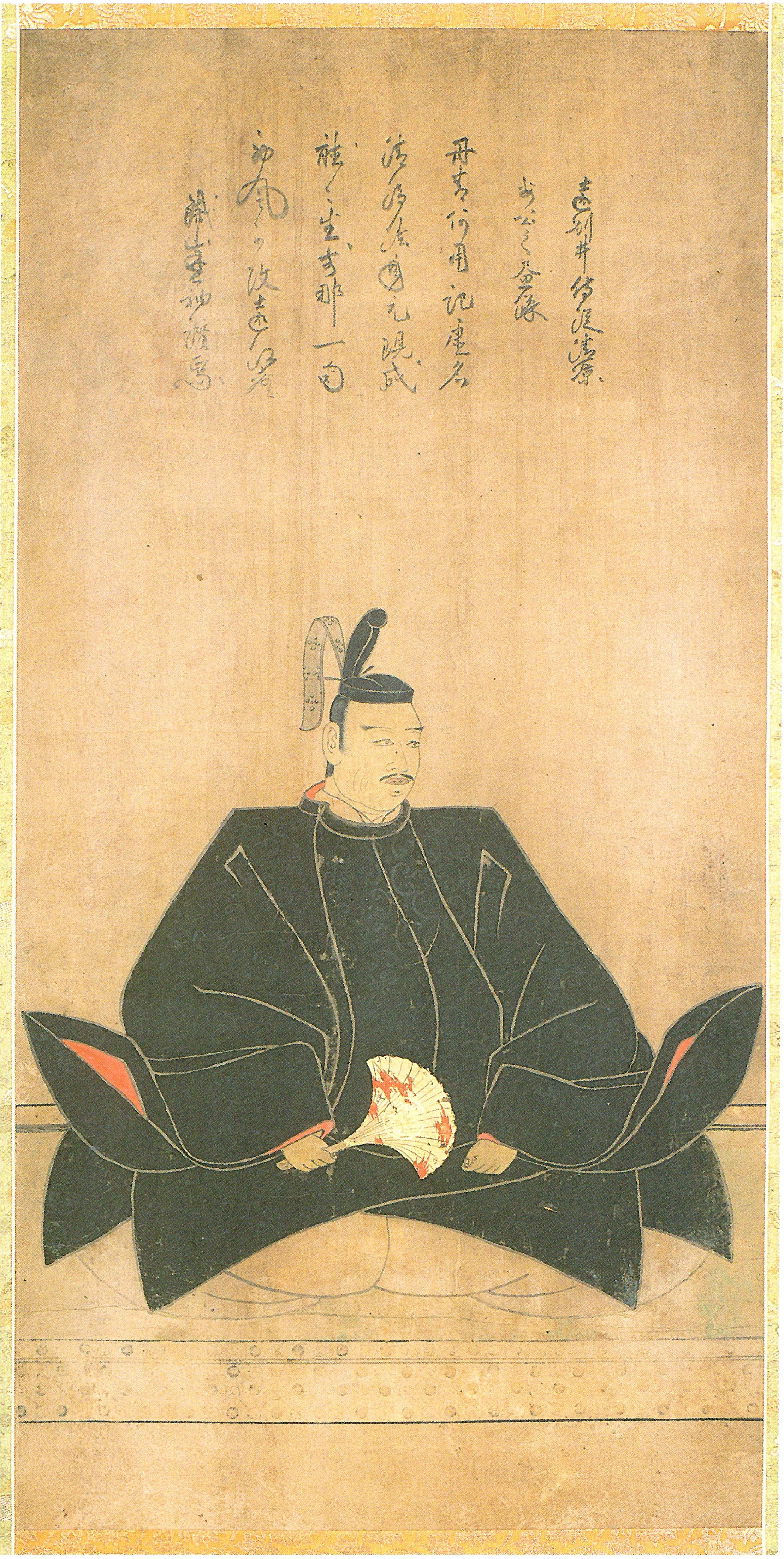
Ii Naomasa

Ii Naomasa (japanisch 井伊 直政; geboren 4. März 1561 in Iinoya (Provinz Tōtōmi); gestorben 24. März 1602) war ein japanischer Krieger der Sengoku-Zeit und frühen Edo-Zeit.

## Leben und Wirken
Ii Naomasa wurde im Ort Iinoya (井伊谷) in der Provinz Tōtōmi als Sohn von Ii Naochika (井伊 直親), einem hochrangigen Vasallen des Imagawa-Klans (今川藩), geboren. Seine Mutter war die Tochter von Okuyama Chikatomo (奥山 親朝). Sein Kindheitsname war Manchiyo (萬千代).
Im Jahr 1562 wurde Naomasas Vater Naochika von Imagawa Ujizane (今川 氏真; 1538–1615) wegen verleumderischer Worte getötet, so dass Naomasa durch verschiedene Orte wanderte, bis 1575 Tokugawa Ieyasu auf ihn in der Burgstadt Hamamatsu stieß und ihn anstellte. Bereits im folgenden Jahr kämpfte Naomasa zum ersten Mal in der Schlacht gegen Streitkräfte von Takeda Katsuyori in Shibahara (芝原) in der Provinz Totomi. Seitdem war Naomasa zusammen mit Ieyasus Hatamoto-Avantgarde zu sehen, zu der Honda Tadakatsu (1548–1610) und Sakakibara Yasumasa (1548–1606) gehörten.
Als der Takeda-Klan 1582 unterging, und nach dem Honnōji-Zwischenfall, versuchte Ieyasu auf seinem Feldzug in der Provinz Tōtōmi die verbliebenen Gefolgsleute von Takeda für sich zu gewinnen, was ihm bei etwa 120 davon gelang. Ähnlich wie es Yamagata Masakage (山県 昌景; 1524–1575) mit seinem (赤備え, Akazonae) vorgemacht hatte, sprach man in späteren Schlachten von „Ii no Akazonae“, das heißt, alle Flaggen und Rüstungen waren in Rot gehalten. 1584, als Naomasa 24 Jahre alt war, wurde er „Shūri-taifu“ (修理大夫) – etwa „Der große Schlachtenwender“ genannt. 1590, als Ieyasu in die Kantō-Region versetzt wurde, erhielt er ein Einkommen von 120.000 Koku mit Besitz in Minowa in der Provinz Kōzuke. Es war zu der Zeit das höchste Einkommen eines Gefolgsmannes von Ieyasu.
In der Schlacht von Sekigahara im Jahr 1600 fungierte Naomasa als Beschützer von Ieyasus viertem Sohn, Matsudaira Tadayoshi (1580–1607). Als die Schlacht begann, konkurrierter er mit Fukushima Masanori (福島 正則; 1561–1624) um die Führung der Vorhut. Er verfolgte die Shimazu-Armee (島津軍), die versuchte, die feindlichen Linien zu durchbrechen, und tötete Shimazu Toyohisa (島津豊久; 1570–1600). Er wurde jedoch während des Angriffs selbst schwer verwundet und starb zwei Jahre später.
Nach dem Krieg erhielt Naomasa für seine Verdienste das Gebiet Sawayama (佐和山) in der Provinz Ōmi, wurde zum Daimyō mit einem Einkommen von 180.000 Koku zuerkannt. Sein berühmtester Nachkomme war Ii Naosuke (1815–1860).